# Råbäcks Sjöskog
Råbäcks Sjöskog är ett naturreservat inom Kinnekulle naturvårdsområde i Götene kommun i Västergötland.
Området är skyddat sedan 2007 och omfattar 29 hektar. Det består av en kustremsa med strandskog på västra delen av platåberget Kinnekulle, strax söder om Råbäcks hamn. Reservatet sträcker sig ut i sjön Vänern. 

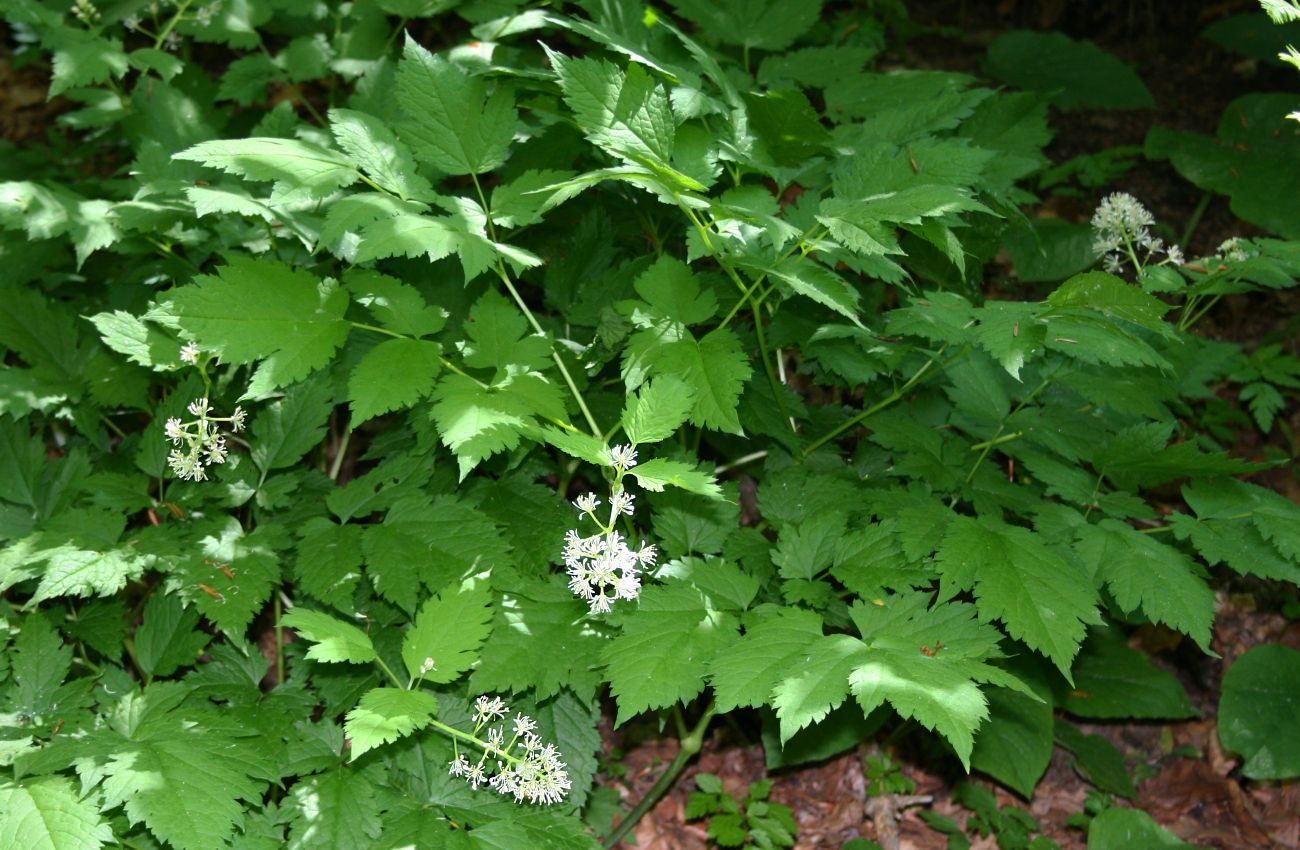
Trolldruva

Skogen domineras av gran men med inslag av lövskog. I denna branta strandskog finns gott om döda träd och där trivs spillkråkan och mindre hackspetten. Där trivs även ovanliga växter och svampar såsom gräset strävlosta (Bromus benekenii), höstspira, bullspindling och kopparspindling. I områdets norra del är det djupa och rika jordar. Detta ger möjlighet till ett örtrikt fältskikt med arter som skogsbingel, skärmstarr, stinksyska, ramslök, trolldruva och den rödlistade strävlostan. Strandzonen består till stor del av grunda vattenområden med sandstenshällar.
Skogen bjuder på en vacker vandringsled, som sträcker sig från Råbäcks hamn i norr till Trolmens hamn i söder. Strax norr om reservatsgränsen ligger Råbäcks mekaniska stenhuggeri som är byggnadsminne.
Råbäcks Sjöskog ingår i EU:s nätverk av skyddade områden, Natura 2000.